# Giorgio Macerata
Giorgio Macerata (Venezia, 12 maggio 1913 – ...) è stato uno schermidore italiano, specializzato nel fioretto. Ha vinto una medaglia d'oro ai Campionati internazionali di scherma.

## Palmarès
In carriera ha ottenuto i seguenti risultati:

### Mondiali
Individuale
A squadre
- Oro nel fioretto a Budapest 1933